# Kydóni
Kydóni (Kydoni) är en ort i Grekland.   Den ligger i prefekturen Nomós Zakýnthou och regionen Joniska öarna, i den sydvästra delen av landet, 250 km väster om huvudstaden Aten. Kydóni ligger 82 meter över havet och antalet invånare är 112. Den ligger på ön Zakynthos.
Terrängen runt Kydóni är platt åt nordost, men åt sydväst är den kuperad. Havet är nära Kydóni åt nordost. Runt Kydóni är det tätbefolkat, med 331 invånare per kvadratkilometer. Närmaste större samhälle är Zákynthos, 0,81 km öster om Kydóni. 